# Sphaerilloides macmahoni
Sphaerilloides macmahoni är en kräftdjursart som först beskrevs av Charles Chilton 1901.  Sphaerilloides macmahoni ingår i släktet Sphaerilloides och familjen Armadillidae. Inga underarter finns listade i Catalogue of Life.